# Muscle infra-épineux
Le muscle infra-épineux (ou muscle sous-épineux) est un muscle pair de la loge postérieure de l'épaule. Avec les muscles sous-scapulaire, supra-épineux et petit rond, il compose la coiffe des rotateurs.

## Structure
Le muscle infra-épineux est un muscle plat et triangulaire.

## Origine
Le muscle infra-épineux se fixe sur les deux tiers internes de la fosse infra-épineuse située sous l'épine de la scapula.

## Trajet
Le muscle infra-épineux est oblique en haut et en dehors. Le tendon du muscle sous-épineux glisse sous la face postérieure de l'articulation gléno-humérale dont il est séparé par la bourse subtendineuse du muscle infra-épineux.

## Terminaison
Le muscle infra-épineux se termine sur la face postérieure du grand tubercule de l'humérus.

## Innervation
Le muscle infra-épineux est innervé par le nerf supra-scapulaire (racines C5-C6).

## Action mécanique

Action du muscle infra-épineux et du muscle petit rond.

Le muscle infra-épineux est adducteur et rotateur externe du bras, il maintient la tête humérale dans la cavité glénoïdale lors des mouvements de l'articulation, Il est abducteur de la scapula, quand le bras est fixe.

## Galerie

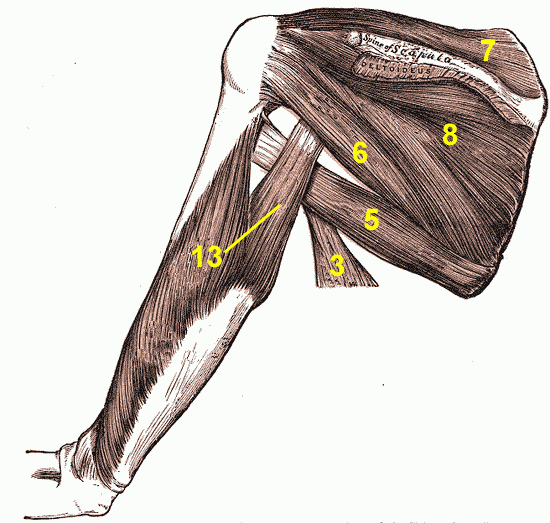
Muscle infra-épineux gauche, no 8

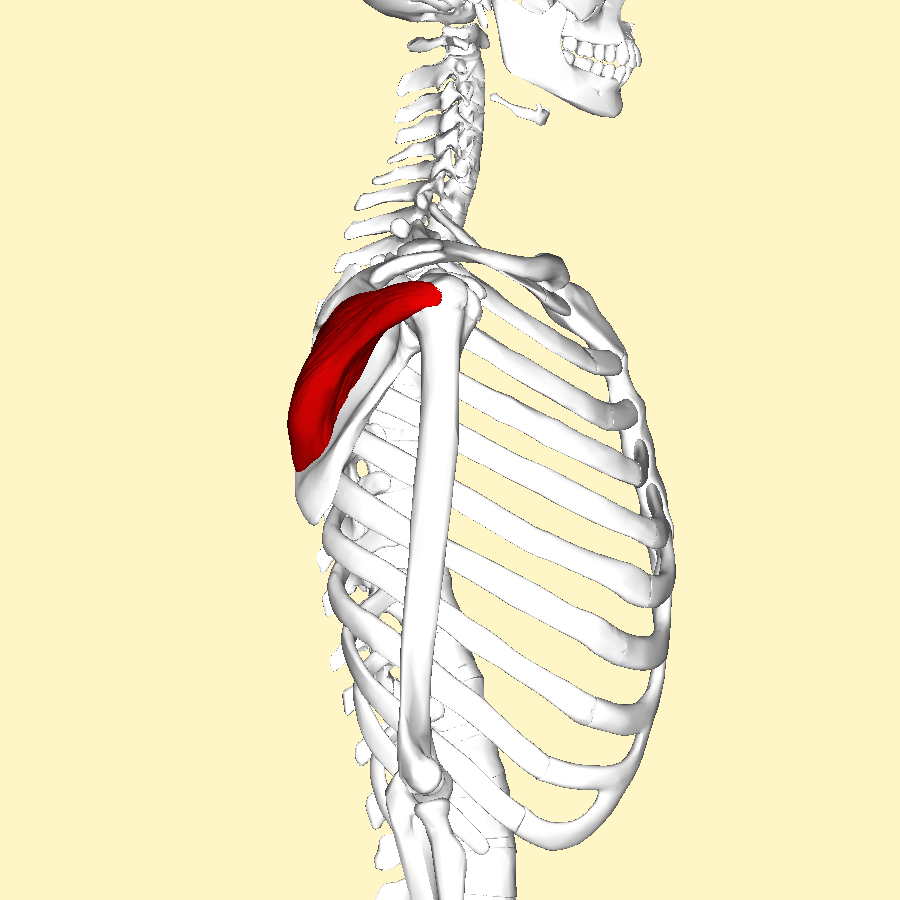
Vue latérale.
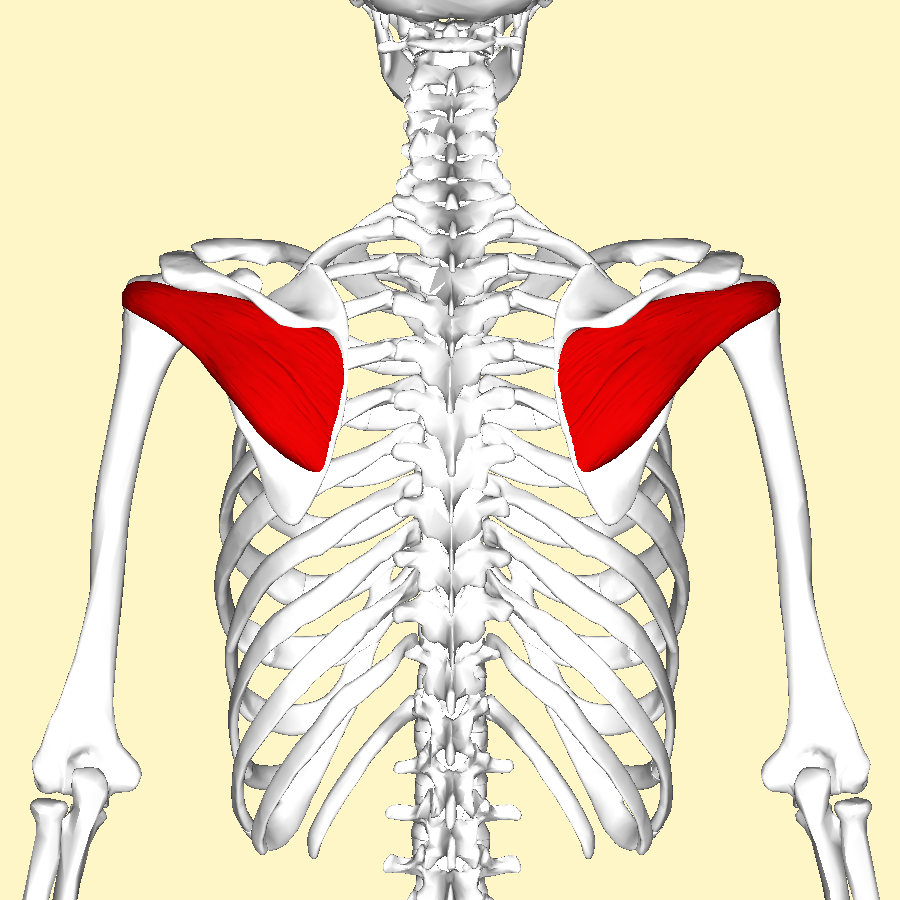
Vue postérieure
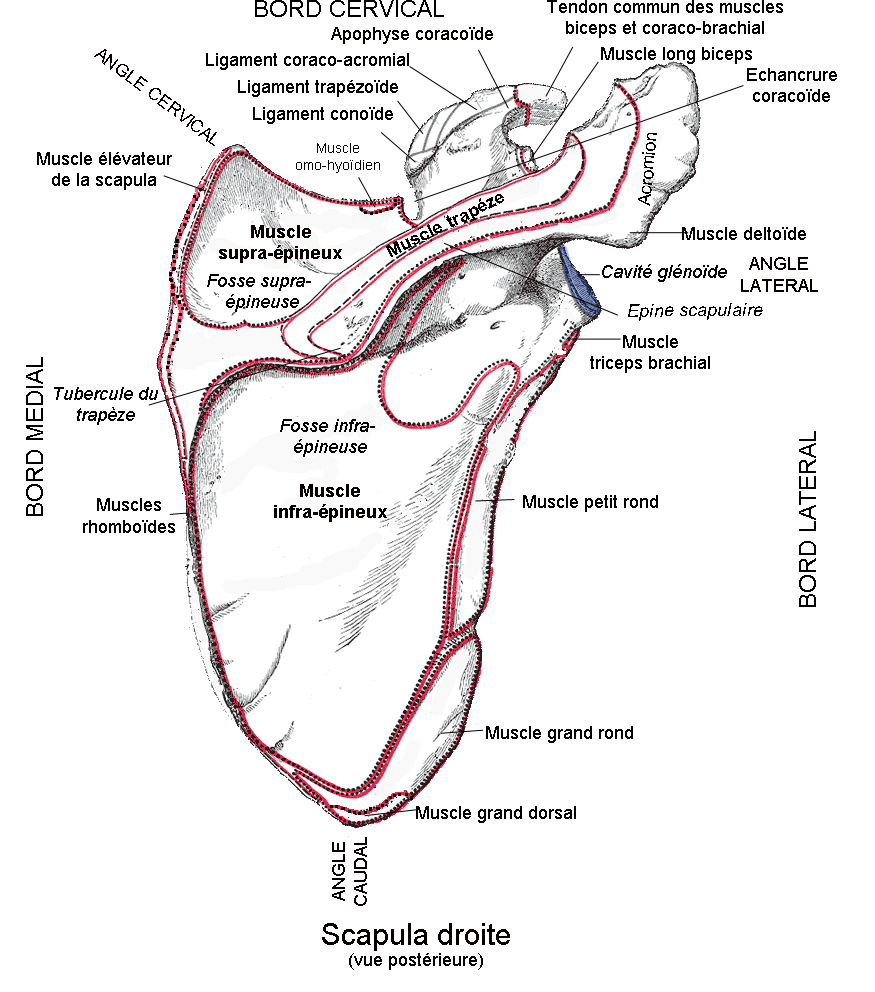
Origine scapulaire du muscle infra-épineux.
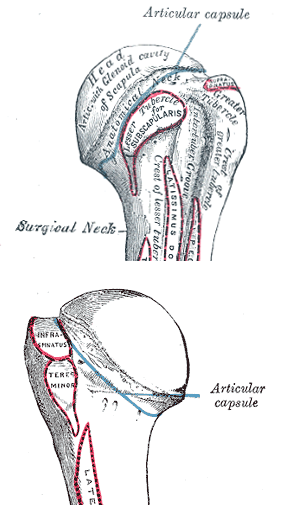
Insertion humérale du muscle infra-épineux.